# Здание Кременчугского уездного земства
Здание Кременчугского уездного земства — одна из немногих сохранившихся дореволюционных построек города Кременчуг (Полтавская область, Украина). Входит в перечень памятников архитектуры города.

## История
Земства в Российской империи были введены земской реформой Александра II в 1864 году. Новые ведомства являлись органами местного самоуправления и занимались вопросами местного просвещения, здравоохранения, строительства дорог, организацией выставок и кустарных мастерских.
В рамках уездов землевладельцы, торговцы и промышленники, владевшие недвижимостью, а также сельские общества получили право избирать на три года «гласных» в уездные земские собрания. Собрания под председательством уездного предводителя дворянства собирались ежегодно для руководства хозяйственными делами уезда. Собранием также избиралась постоянная уездная земская управа.

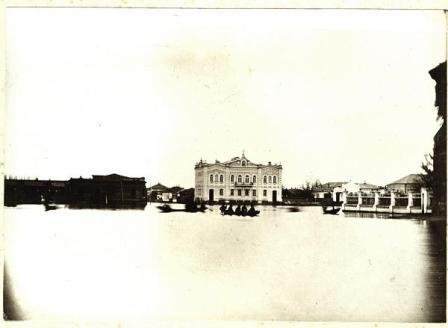
Здание земства во время наводнения 1877 года

Земство Кременчугского уезда начало работу в 1865 году, в том же году была избрана уездная земская управа. После смерти священника Спасо-Преображенской церкви земство планировало выкупить его дом, находившийся рядом с церковной усадьбой, для размещения управы в нём. Однако сделка не состоялась и земство выстроило для своих нужд новый дом. Здание было построено на углу улиц Малой Мещанской (ныне — Коцюбинского) и Елинской (ныне — Мазепы), неподалёку от Соборной площади (ныне — площадь Победы). В 1877 году здание пострадало от наводнения.
Кременчугское земство занималось развитием аграрного сектора, образования, а также медицины, в частности, мерами по предотвращению эпидемий.

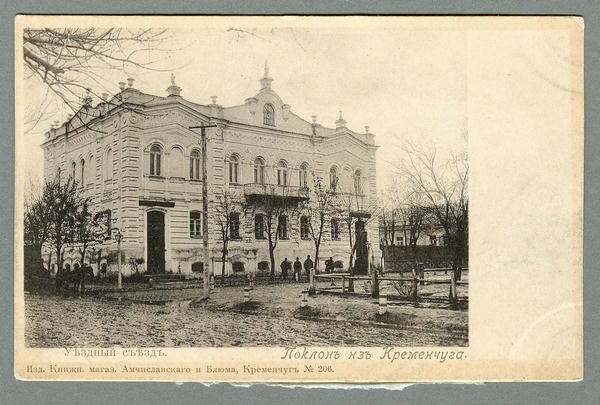
Сквер перед зданием

В 1880-е годы напротив здания земства со стороны Соборной площади был обустроен Земский сквер — один из первых общественных скверов города (ныне на месте сквера расположена гостиница «Кремень»).
Образованный в Кременчуге в период после 1894 года уездный комитет попечительства о народной трезвости использовал здание земства на Елининской улице. Попечительства были созданы при Александре III занимались распространением литературы о вреде алкоголя, а также организацией бесплатного досуга населения: открывали чайные, библиотеки, сады (см. сад народной трезвости в Крюкове), организовывали концерты.
Уездные ведомства размещались в здании до революции 1917 года, к 1919 году все подобные учреждения Российской империи были упразднены. Ныне в здании размещается многоквартирный жилой дом. Здание признано памятником архитектуры города.